# Palma Gourdon
Pour les articles homonymes, voir Gourdon.
Palma Firmin Christian Gourdon, né le 19 janvier 1843 à Pithiviers et mort le 13 janvier 1913 à Paris, fut élève de l'École polytechnique avant de devenir officier de marine.

## Carrière
Il participe à la campagne de Tunisie, puis à l'expédition Chine-Annam où il est un des premiers à pénétrer dans les forts ennemis à l'issue de la  bataille de Thuan An (en) le 20 août 1883, avant de se couvrir de gloire le 13 février 1885 dans le combat de Shipu,.
Alors officier en second du cuirassé Bayard, appartenant à une flotte placée sous les ordres de l'Amiral Amédée Courbet, il prend la tête d'une expédition constituée de deux canots à vapeur, qui parvient à couler deux bâtiments de la Marine chinoise en déposant des torpilles le long de leurs flancs.
En 1902, il dirige l'expédition envoyée en secours aux habitants de la ville de Saint Pierre en Martinique après l'éruption de la montagne Pelée.
Poursuivant une brillante carrière, il est nommé vice-amiral en 1903, et après avoir assumé quelques mois les fonctions de préfet maritime de Brest, il prendra le commandement en chef de l'escadre de Méditerranée (1903-1905).
Le 31 décembre 1904, Palma Gourdon est promu grand officier de la Légion d'honneur.
Il meurt au no 4 avenue Carnot à Paris.

## Distinctions
- Grand officier de la Légion d'honneur (31 décembre 1904). Nommé chevalier le 11 juillet 1880, promu officier le 29 décembre 1889 et promu commandeur le 10 juillet 1901[5].

## Hommages et postérité
Une rue de l'Amiral-Gourdon à Pithiviers. Le musée municipal de Pithiviers exposait (jusque dans les années 1980) plusieurs objets d'art ou de culture (dont un sarcophage Kanak) de la collection que Palma Gourdon avait constituée au gré de ses expéditions dans les pays lointains, et qu'il a légués à sa ville natale.

### Sources et bibliographie
Sous le pseudonyme collectif de Sahib, il est l'auteur d'ouvrages humoristiques sur la Marine, dont il rédige les textes tandis que Louis Ernest Lesage se charge des illustrations : 
- Sahib, La frégate l'Incomprise. Voyage autour du monde, L. Vanier, Paris, 1876, 212 p. in-fol., dessins à la plume.
- Sahib La Marine. Croquis Humoristiques - Marins et Navires anciens et modernes, Jouvet et Cie, Paris, 200 p., in 4., 200 gravures et 8 aquarelles hors texte.